# Gustav von Gersdorff
Gustav Otto Paul Ernst August Freiherr von Gersdorff (* 25. Mai 1829 in Nieder-Oertmannsdorf in Schlesien; † 8. März 1893 in Pyrmont) war ein deutscher Gutsbesitzer und als Amtmann Leiter der Verwaltung des Kreises Pyrmont.

## Leben
Gustav von Gersdorff war ein Sohn des preußischen Kammerherrn und Gutsbesitzers Adolf Freiherr von Gersdorff und dessen Ehefrau Marianne Friederike von Schindel. 
Nach dem Besuch der Landesschule zur Pforte und der Nikolaischule Leipzig, wo er 1848 das Abitur machte, studierte er Rechtswissenschaften an der Universität Leipzig und leistete dann bis 1853 Militärdienst beim 6. Husaren-Regiment, wo er zuletzt Secondelieutenant war.
Er übernahm den väterlichen Gutshof Niederwellersdorf und bewirtschaftete ihn bis 1857, als das Vermögen durch eine Bürgschaft verloren ging. Zunächst war er in den Besitzungen von Verwandten tätig, bis er 1862 einen Pachtbetrieb in Saratow an der Wolga übernahm und diesen bis zu seiner Rückkehr nach Deutschland im Winter 1869/1879 führte. Er nahm am Deutsch-Französischen Krieg teil und wurde später Polizeikommissar im Reichsland Elsass-Lothringen in Saarburg und Saargemünd.
Am 4. Mai 1874 wurde ihm die kommissarische Verwaltung des Bürgermeisteramtes in Trarbach übertragen; am 5. August 1874 folgte die definitive Anstellung als Bürgermeister. Im Oktober 1875 wurde er im Kreis Pyrmont kommissarischer Verwalter der Stelle des Kreisamtmanns. Zum 1. September 1876 wurde ihm das Amt definitiv übertragen und er übte es bis 1893 aus. Damit war er der verantwortliche Leiter der Verwaltung.